# Stenellipsis basicristata
Stenellipsis basicristata är en skalbaggsart som beskrevs av Stefan von Breuning 1948. Stenellipsis basicristata ingår i släktet Stenellipsis och familjen långhorningar. Inga underarter finns listade i Catalogue of Life.